# Menhirs de Saint-Jean
Les deux menhirs de Saint-Jean sont situés à Plouguernével dans le département français des Côtes-d'Armor.

## Description
Les deux menhirs sont distants de 40 m. Le plus grand mesure 4,65 m de hauteur pour 2,40 m de largeur et 1,30 m d'épaisseur. Le plus petit mesure 1,50 m de hauteur pour 1,90 m de largeur et 0,85 m d'épaisseur. Il comporte une cupule sur sa face sud. Les deux menhirs sont alignés sur un axe nord-est/sud-ouest.